# Сочерга
Сочерга (словен. Sočerga, итал. San Quirico) је насељено место у општини Копар, Обално-Крашка регија, Словенија.

## Историја
До територијалне реорганизације у Словенији била је у саставу старе општине Копар.

## Становништво
У попису становништва из 2011. године, Сочерга је имала 66 становника.
| Број становника према пописима | Број становника према пописима | Број становника према пописима |
| ------------------------------ | ------------------------------ | ------------------------------ |
| 1991                           | 2002                           | 2011                           |
| 53                             | 64                             | 66                             |

## Галерија
- гробљанска црквица "Св. Кирик"
- пејзаж словенског дела Истре